# Tiszabecs
Tiszabecs é uma vila da Hungria, situada no condado de Szabolcs-Szatmár-Bereg. Tem 17,14 km² de área e sua população em 2019 foi estimada em 1.292 habitantes.